# Robsonius
Robsonius es un género de aves paseriformes perteneciente a la familia Locustellidae. Sus tres miembros son endémicos de Filipinas.

## Especies
El género contiene las siguientes especies:
- Robsonius rabori - ratina de Rabor;
- Robsonius sorsogonensis  - ratina de Rand;
- Robsonius thompsoni - ratina de Sierra Madre.